# 格雷西耶
格雷西耶（法語：Gressier，法語發音：[ɡʁesje]）為海地的一個城鎮，由西部省負責管轄，是首都太子港的近郊住宅區，面積396.5平方公里，地勢低平，最高海拔僅3公尺。2010年統計人口為926.750人，人口密度為每平方公里3,680.3人。
格雷西耶在2010年海地地震中，大量房屋坍塌。

## 外部連結
- Reuters, "Gressier atlas of building damage assessment" （页面存档备份，存于）, 26 February 2010

19°33′N 72°20′W / 19.550°N 72.333°W